# Juliano Moreira
Juliano Moreira (Salvador, 6 de janeiro de 1872 – Petrópolis, 2 de maio de 1933) foi um médico psiquiatra brasileiro, frequentemente considerado como o fundador da disciplina psiquiátrica e da psicanálise no Brasil pelos avanços por ele promovidos. Moreira foi o primeiro professor universitário brasileiro a citar e incorporar a teoria psicanalítica no ensino da medicina.

## Biografia
Nascido em Salvador, Juliano era negro e pobre, filho de Galdina Joaquina do Amaral, que trabalhava na residência de Luís Adriano Alves de Lima Gordilho, Barão de Itapuã. Somente após a morte de sua mãe, quando Juliano tinha 13 anos de idade, é que ele foi perfilhado por Manoel do Carmo Moreira Júnior, português, inspetor de iluminação pública. Graças ao apoio do Barão de Itapuã, seu padrinho, que era médico e professor da Faculdade de Medicina da Bahia, Juliano Moreira fez os cursos preparatórios e ingressou no curso de medicina, em 1886. Formou-se em 1891, aos 19 anos, com a tese Sífilis maligna precoce. ..."Adentrei-me na Faculdade de Medicina da Bahia, em Salvador, com menos de 15 anos de idade, conforme era possível na época, doutorando-me aos 22 janeiros". Em 1896, fez o concurso para lente substituto da 12ª seção — cadeira de moléstias nervosas e mentais —, com a tese sobre as Discinesias arsenicais e foi aprovado em primeiro lugar, com nota máxima. Nesse momento, passou a figurar entre os redatores da Gazeta Médica da Bahia, que tinha Braz do Amaral como redator-gerente e José Francisco de Silva Lima como redator principal. De 1895 a 1902, realizou cursos e estágios sobre doenças mentais e visitou muitos asilos na Alemanha, Inglaterra, França, Itália e Escócia. Mas, além de viagens de estudos, já era obrigado a procurar com frequência especialistas e clínicas para consultas sobre sua própria doença. Juliano Moreira sofria de tuberculose. Acentuando-se as crises, obteve uma nova licença e viajou à Europa em busca de melhor tratamento e posteriormente internou-se num sanatório na cidade do Cairo, onde conheceu Augusta Peick, enfermeira alemã, de Hamburgo. Os dois se casaram no início da década de 1910 e vieram juntos para o Brasil.
Já em 1900 representou o Brasil em congressos internacionais: em Paris, neste ano − sendo também eleito Presidente Honorário do 4º Congresso Internacional de Assistência a Alienados, em Berlim; também seria congressista brasileiro em Lisboa (1906), Milão e Amsterdã (1907), Londres e Bruxelas (1913).

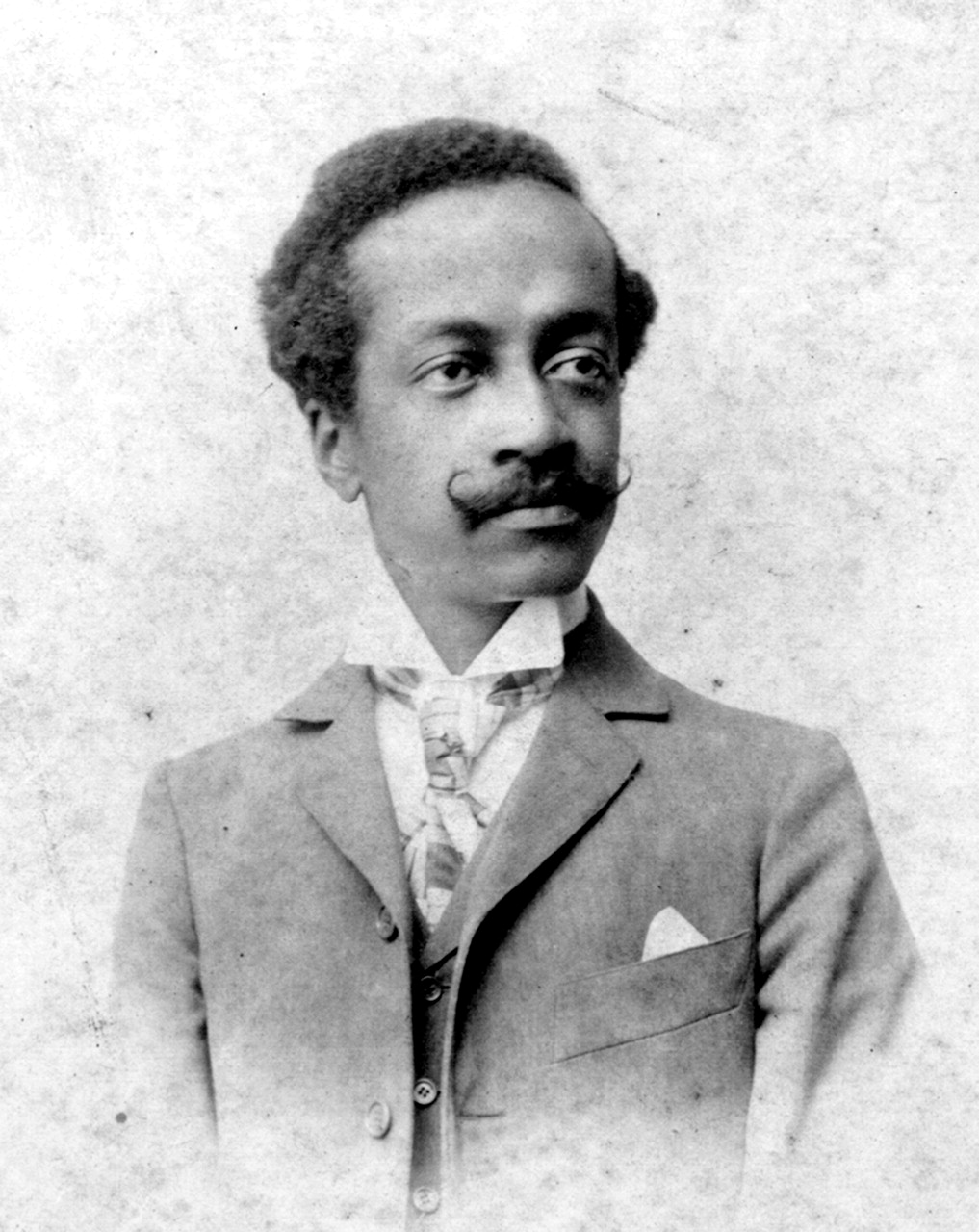
Juliano Moreira mais jovem.

Permaneceu na Faculdade de Medicina da Bahia, até 1902. Em 1903, após ter exercido a clínica psiquiátrica na Bahia, mudou-se para o Rio de Janeiro. Lá, entre 1903 e 1930, dirigiu o Hospício Nacional de Alienados e, embora não fosse professor da Faculdade de Medicina do Rio de Janeiro, recebia internos para o ensino de psiquiatria — dentre os quais, Fernandes Figueira (1863–1928),Franco da Rocha (1864–1933), Miguel Pereira (1871–1918), Afrânio Peixoto (1876–1947), Antônio Austregésilo (1876–1960), Henrique Roxo (1877–1969), Ulysses Vianna (1880–1935), Gustavo Riedel (1887–1934) e Heitor Carrilho (1890–1954). Muitos deles viriam a atuar, também de forma pioneira, na organização de diversas especialidades médicas no Brasil, tais como neurologia, psiquiatria, clínica médica, patologia clínica, anatomia patológica, pediatria e medicina legal.
Durante seu trabalho como diretor do Hospício Nacional dos Alienados, no Rio de Janeiro, humanizou o tratamento e acabou com o aprisionamento de pacientes. Foi neste período, que o hospital recebeu o líder da Revolta da Chibata, João Cândido, para tratamento de uma "psicose de exaustão". Em 18 de abril de 1911, o "Almirante Negro", que cumpria pena na Ilha das Cobras, foi transferido para o Hospital dos Alienados, por ter sido considerado doente mental. Ali, permaneceu durante dois meses conseguindo passar relativamente bem, fazendo amizade com alguns enfermeiros e conseguindo, inclusive, que fizessem vista grossa para alguns passeios pela cidade. Ao final de dois meses, sem justificativa plausível para sua permanência no hospital, João Cândido foi levado de volta ao presídio da Ilha das Cobras.
Moreira defendeu a ideia de que a origem das doenças mentais se devia a fatores físicos e situacionais, como a falta de higiene e falta de acesso à educação, contrariando um pensamento racista em voga no meio acadêmico, que atribuía os problemas psicológicos da população brasileira à miscigenação. Destacou-se também na área da dermatologia. Foi o primeiro pesquisador a identificar a leishmaniose cutâneo-mucosa e buscou provar que a questão racial não motivava as doenças. Explorou a sifilografia e a parasitologia.
Apesar de avesso ao racismo científico, Moreira também aceitava certos aspectos do pensamento eugênico, por exemplo propunha que fosse afastada dos alienados, delinquentes, degenerados e alcoólatras a possibilidade de reprodução, através da prescrição da esterilização destes.
Participou da Escola Tropicalista da Bahia e contribuiu por uma década com o conteúdo da Revista Gazeta Médica da Bahia, da qual foi redator principal. Em 1894, fundou a Sociedade de Medicina e Cirurgia da Bahia e da Sociedade de Medicina Legal da Bahia. Como diretor no Hospício Nacional dos Alienados (1903-1930), no Rio de Janeiro, mudou a estrutura física do hospital e estabeleceu novos modelos assistenciais no interior dos hospícios. Criou laboratórios dentro dos hospitais e introduziu a técnica de punção lombar e do exame céfalo-raquidiano como diagnóstico neurológico (1906). Criou o Manicômio Judiciário em 1911.
Foi membro da Diretoria da Academia Brasileira de Ciências entre 1917 e 1929, ocupando o cargo de Presidente no último triênio. Foi também membro de diversas sociedades médicas em todo o mundo. Dentre as instituições internacionais das quais fez parte, incluem-se a Anthropologische Gesellschaft (Munique), a Societé de Medicine (Paris) e a Medico-legal Society (Nova York).

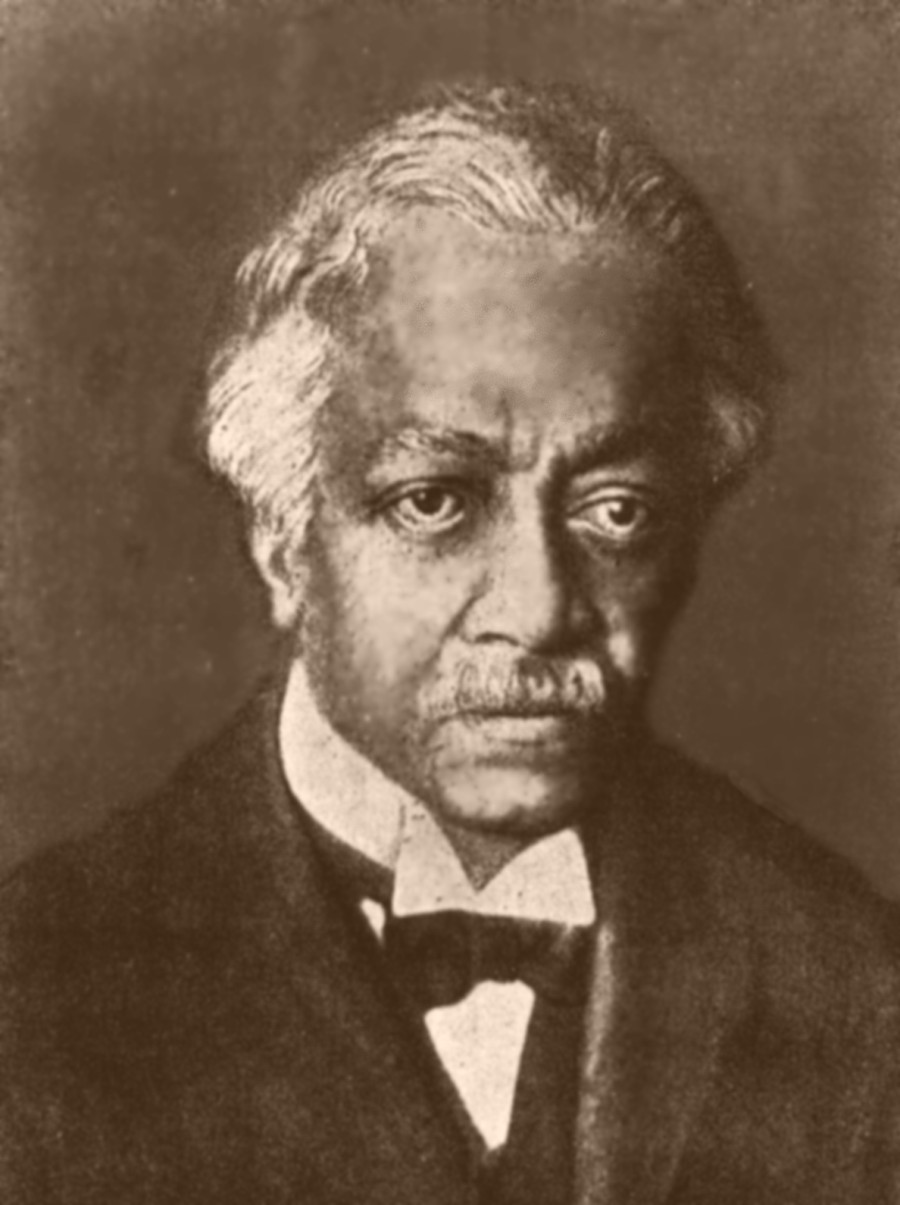
Juliano Moreira no livro Baianos Ilustres, de 1945.

Em novembro de 1930, o novo presidente, Getúlio Vargas, dissolveu o Congresso Nacional, as câmaras e as assembleias estaduais. Nomeou interventores nos Estados, mantendo seus compromissos com as oligarquias dissidentes. Em 8 de dezembro de 1930, Juliano Moreira foi destituído da direção do Hospital Nacional de Alienados, onde também morava. Aposentado, foi morar num hotel em Santa Teresa. Manteve suas visitas a alguns de seus pacientes particulares no Sanatório Botafogo, de Ulysses Vianna, e as sessões da Sociedade Brasileira de Neurologia, Psiquiatria e Medicina. Em 17 de novembro de 1932, retornou pela última vez à Sociedade que fundara, para uma sessão solene.

## Morte
A tuberculose avançava. Miguel Couto, seu médico, decidiu encaminhá-lo à Serra de Petrópolis. Hospedou-se na residência de Hermelindo Lopes Rodrigues, um de seus maiores discípulos. Faleceu em 2 de maio de 1933, no Sanatório de Correias, na cidade de Petrópolis, onde se internara para tratamento de tuberculose. Não deixou filhos.

## Homenagens póstumas
- Juliano Moreira foi escolhido patrono da cadeira 57 da Academia Nacional de Medicina[15][16]
- Prêmio Juliano Moreira, instituído pela Faculdade de Medicina da Universidade Federal da Bahia[15][16]
- Memorial Juliano Moreira, no Hospital Psiquiátrico Juliano Moreira, em Salvador.[15]
- Patrono da cadeira 27 da Academia Pernambucana de Medicina.[17]

## Legado
Juliano Moreira revolucionou as concepções e métodos da psiquiatria no Brasil, notadamente no tocante à atenção às pessoas com problemas mentais. Entre seus legados incluem-se a formulação de propostas e novos modelos assistenciais psiquiátricos (1903); a aprovação da lei de assistência aos alienados, de 22 de dezembro de 1903; a fundação da Sociedade Brasileira de Psiquiatria, Neurologia e Ciências Afins (1905). No campo da antropologia, Juliano deixou um legado de combate ao racismo científico, por seu papel na refutação da crença de que as doenças mentais estariam ligadas à cor da pele das pessoas.